# Жолинон, Жозеф
Жозеф Жолинон (фр. Joseph Jolinon; 1885, Ла-Клейет, Бургундия — 1971, Сона и Луара) — французский писатель. Лауреат Большой премии Французской академии за роман (1950).

## Биография
После окончания иезуитской коллегии изучал право в Лилле, затем работал адвокатом в Лионе. Участник Первой мировой войны. В 1914 году 28-летний адвокат был мобилизован и провёл в пехоте всю войну на различных фронтах. C 1925 стал профессионально заниматься литературным творчеством.

## Творчество
Автор первого во Франции спортивного романа «Le Jeune Athlète», который до 1914 не мог быть напечатан ни в одном из французских журналов и издательств и увидел свет лишь в 1922.
После войны Ж. Жолинон примкнул к пацифистам, сгруппировавшимся вокруг журнала «Europe». Написал о войне весьма значительный роман «Le Valet de Gloire» (русск. перев. «Служитель славы», 1923), который выдвинул его в ряды лучших молодых писателей.
Написал более полутора десятков романов, увидевших свет в период 1922—1954 годов.
В 1950 году роман Жолинона был удостоен Большой премии Французской академии за роман.

## Избранная библиография
- 1922 : Le Jeune Athlète
- 1923 : Le Valet de gloire
- 1924 : La Tête brûlée
- 1925 : Le Meunier contre la ville
- 1926 : La paroissienne
- 1927 : La Foire
- 1928 : Le Joueur de balle
- 1930 : Les revenants dans la boutique
- 1932 : Dame de Lyon
- 1933 : L’Arbre sec
- 1934 : Le Bât d’argent
- 1935 : Mandrin par un de sa bande
- 1936 : Les Coquines
- 1936 : Fesse Mathieu l’anonyme
- 1942 : Guérillas 1808
- 1943 : Le Chat du second
- 1944 : Les Malandrins du Beaujolais
- 1946 : Petite Châtelaine
- 1946 : Guerilla 1808
- 1947 : La Belle Auberge
- 1947 : Les Provinciaux, («Провинциалы» — сборник из 6 романов, Гран При Французской Академии за 1950 год) и др.